# IDEF0
IDEF0 o IDEFØ (Integration Definition for Function Modeling) è un metodo per formalizzare decisioni, azioni e attività di una organizzazione o di un sistema. IDEFØ fu derivato a partire da SADT (Structured Analysis and Design Technique), un formalismo grafico precedente, su iniziativa e richiesta dell'USAF, la forza aerea statunitense.
L'USAF incaricò gli ideatori di SADT di sviluppare un metodo formale per analizzare ed illustrare un sistema da un punto di vista funzionale. I modelli IDEFØ aiutano proprio ad organizzare il processo di analisi di un sistema e a promuovere la comunicazione tra analista e cliente. IDEFØ è utile per stabilire le finalità del processo di analisi, specialmente quella funzionale. 
Dal punto di vista della comunicazione, IDEFØ migliora la partecipazione degli esperti del dominio, coinvolgendoli nel processo decisionale attraverso rappresentazioni grafiche di semplice interpretazione. 
Dal punto di vista dell'analisi, IDEFØ aiuta l'analista ad identificare e valutare le funzioni attuate per lo svolgimento di una procedura.
Con la pubblicazione del FIPS 183 nel dicembre del 1993, il Laboratorio di informatica e Sistemi dell'Istituto statunitense per gli standard e le tecnologie riconobbe IDEFØ come uno standard per la modellazione funzionale.